# Sabulodes lagunata
Sabulodes lagunata är en fjärilsart som beskrevs av Samuel E. Cassino och Louis W. Swett 1923. Sabulodes lagunata ingår i släktet Sabulodes och familjen mätare. Inga underarter finns listade.